# Ivan Dolac
Ivan Dolac falu Horvátországban, Hvar szigetén. Közigazgatásilag Jelsához tartozik.

## Fekvése
Splittől 45 km-re délkeletre, Jelsától légvonalban 5, közúton 9 km-re délnyugatra, a Hvar sziget déli részén fekszik. A sziget északi részéről az 1400 méter hosszú Pitve-Zavala alagúton át érhető el. Zavalától 3 km-re nyugatra fekszik, ezután nyugat felé aszfaltozott út köti össze az 5 km-re fekvő szomszédos Sveta Nedjeljával. 

## Története
A lapidáriumában található római sírkőlapok igazolják, hogy itt már az ókorban éltek emberek. A települést a 15. században említik először. Akkoriban a közeli Svirče lakóinak szőlőskertjei feküdtek a területén, akik kis kőházaikat építették fel itt, hogy ne kelljen az egész napi fárasztó munka után mindennap hazamenniük. A keleti részén fekvő tengerparton feküdt a 15. században Zaca település, melyet ma Zavalának neveznek, határának egy másik részén pedig Taja, ahol már a 15. század előtt kolostor állt. E két területet 1606-ban szerezte meg Tadija Kačić gróf és tengermelléki birtokaihoz csatolta. Itteni házának maradványai a település bejáratánál találhatók. A velencei uralomnak 1797-ben vége szakadt és osztrák csapatok vonultak be Dalmáciába. 1806-ban a sziget az osztrákokat legyőző franciák uralma alá került, de Napóleon lipcsei veresége után újra az osztrákoké lett. 1857-ben 24, 1910-ben 27 lakosa volt. A település 1918-ban az új szerb-horvát-szlovén állam, majd később Jugoszlávia része lett. A II. világháború után a szocialista Jugoszláviához került. Lakosságának száma a minimálisra esett vissza. 1991-től a független Horvátország része. Lakosságának száma a legutóbbi években a turizmusnak köszönhetően folyamatosan növekszik. 2011-ben 39 lakosa volt.

## Népesség
| Lakosság változása | Lakosság változása | Lakosság változása | Lakosság változása | Lakosság változása | Lakosság változása | Lakosság változása | Lakosság változása | Lakosság változása | Lakosság változása | Lakosság változása | Lakosság változása | Lakosság változása | Lakosság változása | Lakosság változása | Lakosság változása |
| ------------------ | ------------------ | ------------------ | ------------------ | ------------------ | ------------------ | ------------------ | ------------------ | ------------------ | ------------------ | ------------------ | ------------------ | ------------------ | ------------------ | ------------------ | ------------------ |
| 1857               | 1869               | 1880               | 1890               | 1900               | 1910               | 1921               | 1931               | 1948               | 1953               | 1961               | 1971               | 1981               | 1991               | 2001               | 2011               |
| 24                 | 0                  | 35                 | 46                 | 42                 | 27                 | 0                  | 0                  | 4                  | 7                  | 0                  | 0                  | 4                  | 5                  | 26                 | 39                 |

(1869-ben, 1921-ben, 1931-ben, 1961-ben és 1971-ben lakosságát Svirčéhez számították.)

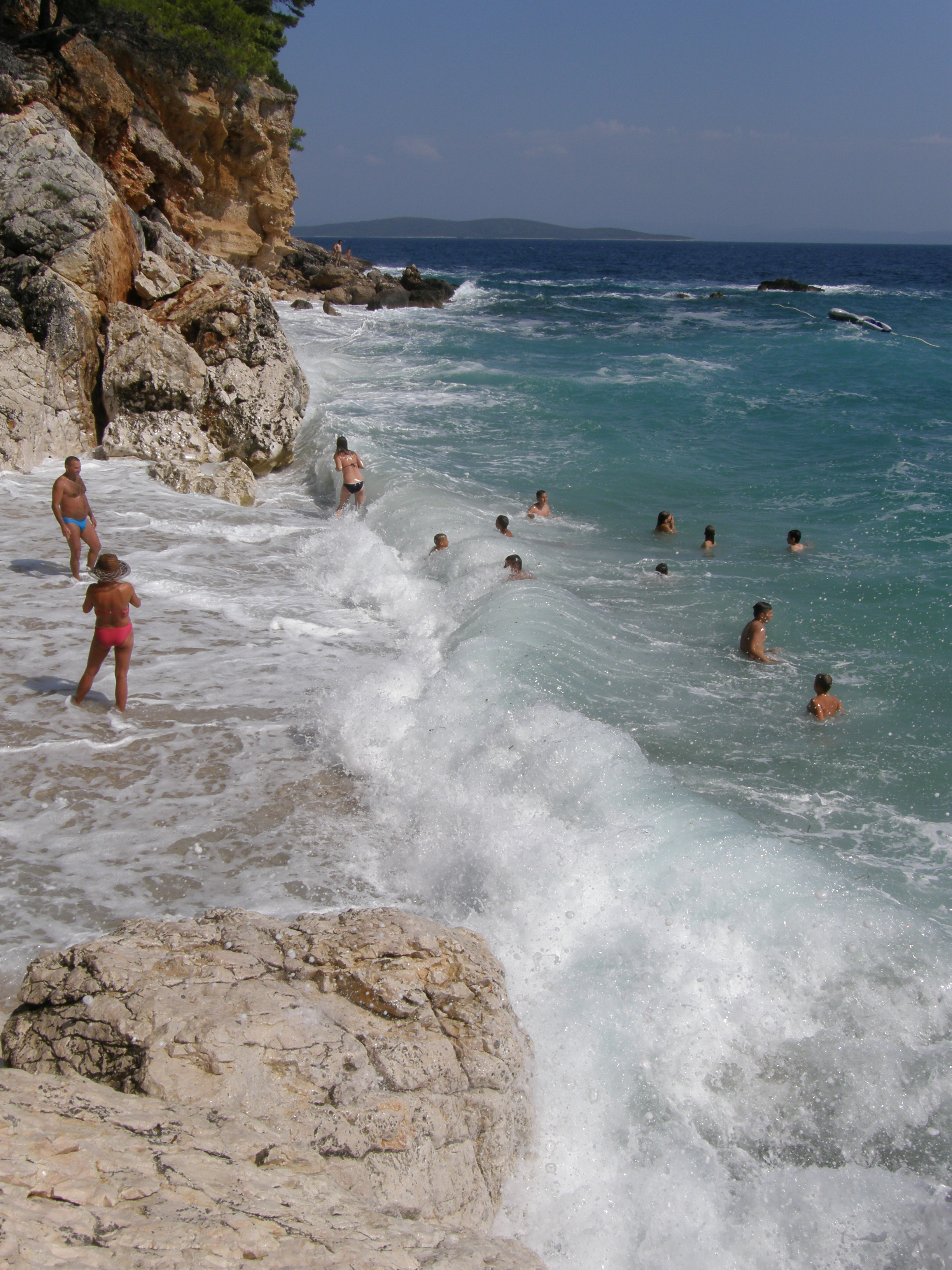
Jagodna strandja hullámverésben

## Jelsa település nevezetességei
- Szűz Mária tiszteletére szentelt temploma kora gótikus stílusban épült a 15. században, 1535-ben bővítették és a növekvő török veszély hatására erődítették.

- A Gyógyító boldogasszony tiszteletére szentelt plébániatemploma 1535-ben épült fogadalomból, hogy a Szűzanya védje meg a települést a járványoktól. Búcsúünnepe november 21-én van, amikor a hívek istentiszteletre gyűlnek itt össze. 1901-ben a templomban feliratot helyeztek el azzal a kéréssel, hogy az 1852-től az emberek megélhetését biztosító szőlőt pusztító filoxéra és peronoszpóra járványoktól a Szűzanya védje meg a települést.

- A lapidáriumban mintegy húsz ókori és középkori kőfaragvány található, köztük több római sírkőlap, egy velencei szárnyas oroszlán és mások.

- A település parkja az egyik legnagyobb és legszebb díszkert Dalmáciában, melyet két jeles személyiség, Niki Duboković kapitány és Antun Dobronić zeneszerző emlékére létesítettek.

- Gazdagon tagolt tengerpartján, a hozzá tartozó szigeteken, öblökben és hegyfokokon minden ide látogató felfedezhet egy helyet, ahol távol a tömegek zajától élvezheti a táj szépségeit.

## Gazdaság
- A település gazdasága a turizmuson alapul, a turisták többsége Kelet-Európából érkezik. Gyönyörű fekvésű strandjainak köszönhetően Ivan Dolac mára jelentős turisztikai célponttá fejlődött.

- A napsütéses órák nagy számának és a meredek lejtésű szőlőhegyek déli fekvésének köszönhetően a sziget legjobb minőségű borai teremnek itt.

## Fordítás
Ez a szócikk részben vagy egészben  az   Ivan Dolac című horvát Wikipédia-szócikk ezen változatának fordításán alapul.  Az eredeti cikk szerkesztőit annak laptörténete sorolja fel. Ez a jelzés csupán a megfogalmazás eredetét és a szerzői jogokat jelzi, nem szolgál a cikkben szereplő információk forrásmegjelöléseként.